# Distrito de Falam
El distrito de Falam (birmano: ဖလမ်းခရိုင်) es un distrito de Birmania perteneciente al Estado Chin. Su capital es Falam. En 2014 tenía 167 578 habitantes. El distrito, con una extensión de 8550 km², comprende el tercio septentrional del estado, siendo fronterizo con los estados indios de Manipur y Mizoram.

## Organización territorial
El distrito está dividido en tres municipios (población en 2014):
- Municipio de Falam (48 077 habitantes) - capital en Falam
- Municipio de Tedim (87 623 habitantes) - capital en Tedim
- Municipio de Tonzang (31 878 habitantes) - capital en Tonzang